# Le Dévouement d'un gosse
 (juillet 2025).
Pour plus de détails, voir Fiche technique et Distribution.
Le Dévouement d'un gosse est un court métrage muet français réalisé par Alfred Machin sorti en 1911.

## Fiche technique
- Titre : Le Dévouement d'un gosse
- Réalisation : Alfred Machin
- Société de production : Pathé Frères
- Pays : France
- Format : Noir et blanc — 35 mm — 1,37:1 — Son : Muet
- Genre : Film dramatique
- Durée : 8 minutes
- Date de sortie : 
  -  France - 1911

## Distribution
- Maurice Mathieu incarne le petit André son premier rôle d'enfant.